# Gran Turismo 7
Gran Turismo 7 è un videogioco simulatore di guida del 2022, sviluppato da Polyphony Digital e pubblicato il 4 marzo 2022 da Sony Interactive Entertainment per PlayStation 4 e PlayStation 5. Annunciato durante l'evento di presentazione PS5, è il settimo capitolo della serie principale di Gran Turismo (o l'ottavo, se si conta anche Gran Turismo Sport).

## Caratteristiche e Modalità di gioco
Gran Turismo 7 presenta il ritorno della campagna per giocatore singolo, GT Simulation Mode. Altre caratteristiche di ritorno nella serie sono gli Eventi Speciali, i Campionati, la sezione Patenti, il Negozio Parti di Tuning, la concessionaria Auto Usate e il GT Auto, mantenendo al contempo le nuove modalità "Sport Mode", "Brand Central" e "Discover" (ora etichettato come Showcase) che erano state introdotte in Gran Turismo Sport. Il giocatore deve progredire attraverso missioni guidate (chiamati "Menu Books") dal GT Café per sbloccare funzionalità come il multiplayer e tutti i circuiti e le auto. Inoltre, i piloti della competizione esports di Gran Turismo, la Gran Turismo World Series (precedentemente FIA-Certified Gran Turismo Championships) appaiono come avversari IA e istruttori di guida per le patenti.
In questo nuovo capitolo sono presenti ben 539 auto, tra cui 536 standard e 3 speciali (stando all'aggiornamento 1.60) da tutto il mondo. Le auto con anno di costruzione superiore al 2001 sono acquistabili tramite la sezione "Brand Central", le auto invece con anno di costruzione inferiori al 2001 si trovano in "Auto Usate".
Inoltre, per le auto leggendarie (classificate come tali per aver vinto tante gare o per conoscenza e fama popolare) è stato creato un padiglione apposito in collaborazione con Hagerty (compagnia americana di assicurazioni per auto d'epoca e produzione di media automobilistici), con prezzi superiori alla media del Brand Central e del concessionario Auto Usate.
Il gioco presenta il ritorno degli effetti dinamici di tempo e meteo, che erano apparsi precedentemente in Gran Turismo 5 e Gran Turismo 6. Nonostante il gioco includa una campagna per giocatore singolo, come in Gran Turismo Sport, il gioco richiede una connessione internet costante affinché i giocatori possano salvare i loro progressi. Il creatore della serie Kazunori Yamauchi spiega che questa decisione è stata presa per prevenire i trucchi. La modalità Arcade è completamente giocabile offline.
Per la versione PlayStation 5, il gioco sfrutta la maggiore potenza di elaborazione della console, l'hardware dedicato per il ray-tracing, l'archiviazione su unità a stato solido personalizzata, il Tempest Engine e il controller DualSense per supportare funzionalità come il feedback avanzato della tecnologia aptica, i grilletti adattivi, gli effetti di ray-tracing in tempo reale, l'audio spaziale 3D e tempi di caricamento ridotti. La versione PlayStation 5 di Gran Turismo 7 funziona anche a risoluzione 4K e 60 fotogrammi al secondo con supporto per l'alta gamma dinamica, un miglioramento significativo delle prestazioni rispetto alle Console PlayStation 4 originali che funzionano in 1080p. 

### Circuiti
Nel gioco sono presenti molti circuiti in tutto il mondo, divisi in:
- America
- Europa
- Asia/Pacifico

#### America
Nella categoria America sono stati inseriti i circuiti di:
- Circuito di Interlagos
- Blue Moon Bay Speedway
- Circuito di Trial Mountain
- Daytona International Speedway
- Fisherman’s Ranch
- Lago di Colorado Springs
- Northern Isle Speedway
- Special Stage Route X
- WeatherTech Raceway Laguna Seca
- Willow Springs International Raceway
- Watkins Glen International Circuit (Update 1.18)
- Michelin Raceway Road Atlanta (Update 1.26)
- Lake Louise Track (Update 1.40)

#### Europa
Nella categoria Europa troviamo più circuiti:
- Alsace
- Autodromo Lago Maggiore
- Autodromo nazionale di Monza
- Brands Hatch
- Circuito di Barcellona-Catalogna
- Circuito di Sarthe
- Sainte-Croix
- Circuito di Goodwood
- Deep Forest Raceway
- Dragon Trail - Giardini
- Dragon Trail - Lungomare
- Eiger Nordwand (Aggiornamento 1.49)
- Nürburgring - Versione GP
- Nürburgring - Nordschleife
- Red Bull Ring
- Circuito di Spa-Francorchamps
- Sardegna - Mulini a Vento
- Sardegna Tracciato stradale A

#### Asia/Pacifico
Infine, nel continente asiatico troviamo:
- Autopolis International Racing Course
- Broad Bean Raceway
- Circuito di Suzuka
- Circuito di Tsukuba
- Fuji International Speedway
- High Speed Ring
- Kyoto Driving Park
- Mount Panorama
- Tokyo Expressway

## Sviluppo e rilascio
In un'intervista del luglio 2019 con GTPlanet, un sito web di fan dedicato alla serie Gran Turismo, Kazunori Yamauchi ha dichiarato che il prossimo titolo Gran Turismo è in fase di sviluppo attivo e che si concentrerà sulla messa a punto dell'esperienza GT classica aggiungendo: "Penso che il prossimo titolo che creeremo sarà una combinazione di passato, presente e futuro: una forma completa di Gran Turismo ."
Gran Turismo 7 è stato rivelato durante lo streaming di presentazione di PlayStation 5 (PS5) di Sony l'11 giugno 2020. Come i capitoli precedenti, il gioco è stato sviluppato da Polyphony Digital e pubblicato da Sony Interactive Entertainment per PlayStation 4 (PS4) e PlayStation 5 (PS5) tri-Crescendo ha contribuito allo sviluppo assistendo con i modelli di sfondo. L'uscita del gioco era inizialmente prevista per il 2021. Successivamente è stato posticipato al 2022 a causa dell'impatto della pandemia Covid-19 sull'industria dei videogiochi che ha influenzato lo sviluppo del gioco. Il gioco è stato rilasciato per console PS4 e PS5 il 4 marzo 2022.
Il sette volte campione del mondo di Formula 1 Lewis Hamilton ha ripreso il suo ruolo di Maestro della serie da Gran Turismo Sport. Il giorno dell'uscita del gioco, Gran Turismo 7 è stato ritirato dalla vendita in Russia, sebbene all'epoca Sony non avesse preso una decisione formale.

## Accoglienza
Gran Turismo 7 ha ricevuto recensioni "generalmente favorevoli" dalla critica, secondo il sito web aggregatore di recensioni Metacritic. Il supporto pratico di Gran Turismo 7 VR su PS VR2 è stato straordinariamente positivo, con un editore che l'ha descritta come "la migliore esperienza di realtà virtuale su console fino ad oggi".
Pur non apprezzando la monetizzazione, Ars Technica ha elogiato l'implementazione dei test di licenza e ha affermato che "Polyphony ha raggiunto un buon equilibrio qui. La soglia per ottenere un traguardo di bronzo in ogni test è relativamente facile da raggiungere, ma ottenere tutti gli ori potrebbe essere un'esperienza logorante e frustrante, a seconda delle tue capacità."
The Verge ha apprezzato le funzionalità DualSense del titolo, scrivendo "è la migliore vetrina per il DualSense che devo ancora vedere. Le vibrazioni nel controller fanno un lavoro convincente nel simulare varie superfici, condizioni e gradi di trazione... Puoi anche sentire il rilascio di pressione nei sistemi frenanti antibloccaggio."

## My First Gran Turismo
Il 6 dicembre 2024 è stato rilasciato My First Gran Turismo, un gioco gratuito per PlayStation 4 e PlayStation 5. Il gioco è una versione demo di Gran Turismo 7, pensata per muovere i primi passi nella serie. Presenta 18 auto e tre circuiti. Le auto possono essere importate nel gioco principale dopo averle sbloccate tutte. La versione PlayStation 5 del gioco include il supporto per PlayStation VR2.